# Deltagoot (De Voorst)

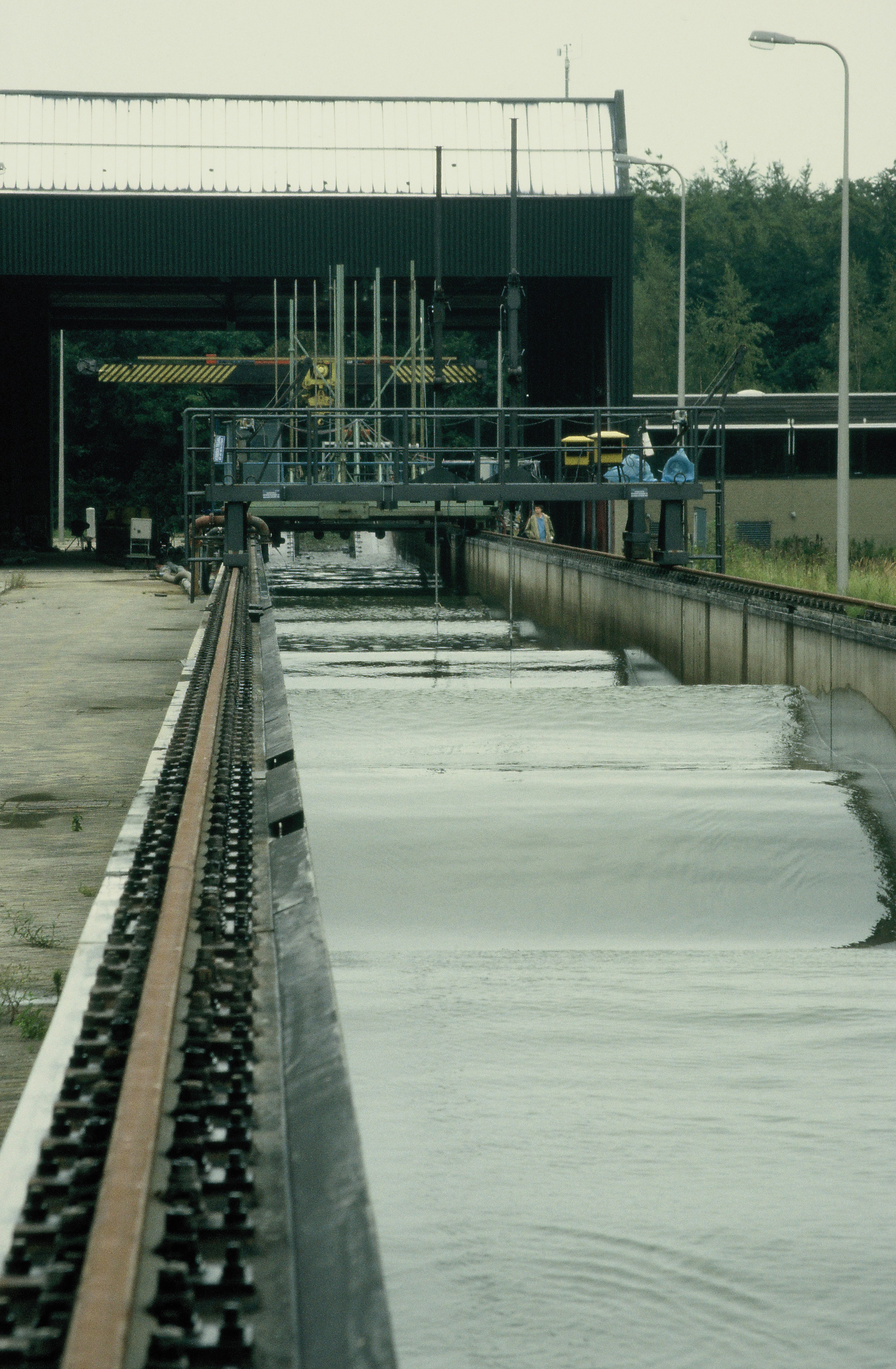
Golven in de Deltagoot

De Deltagoot op het Waterloopkundig Laboratorium De Voorst was een faciliteit voor het doen van grootschalig experimenteel onderzoek aan zeegolven en de interactie tussen golven en waterbouwkundige constructies. Het bestond uit een met water gevulde betonnen gootbak van 233 meter lang, 5 meter breed en 7 - 9,5 meter diep. De Deltagoot werd in 2015 opgeheven en getransformeerd tot een kunstwerk. Het experimenteel onderzoek is overgenomen door de gelijknamige faciliteit in Delft.
Door een golfschot aan het uiteinde konden regelmatige golven opgewekt worden met een hoogte tot 2,5 meter en onregelmatige tot een significante golfhoogte van 1,8 m. De golfperioden konden variëren van 2 tot 5 seconde. Aan het andere einde van de goot bevond zich een gebouw waarin constructies getest werden. In deze goot zijn onder andere de proeven gedaan voor het vaststellen van de ontwerprichtlijnen voor dijkbekledingen en voor duinafslag.

## Doel
Voor veel waterloopkundig onderzoek worden schaalmodellen gebruikt. Voor de meeste hydraulische processen gaat dit goed, en zijn correcte schaalfactoren af te leiden. Als naast de hydraulica ook zaken als weerstand en elasticiteit een rol spelen wordt schalen moeizaam, omdat de schaalfactoren hiervoor anders zijn dan voor de hydraulica. Voor dit soort zaken moeten dus proeven schaal 1:1 gedaan kunnen worden. Dit geldt ook voor proeven waarbij vegetatie (gras, riet, wilgen) betrokken zijn, omdat planten ook niet te verschalen zijn. Ook proeven met de beweging van zand in brekende golven zijn moeilijk te verschalen. De zandkorrels op schaal zouden zo klein worden dat ze zich anders gaan gedragen.

## Geschiedenis

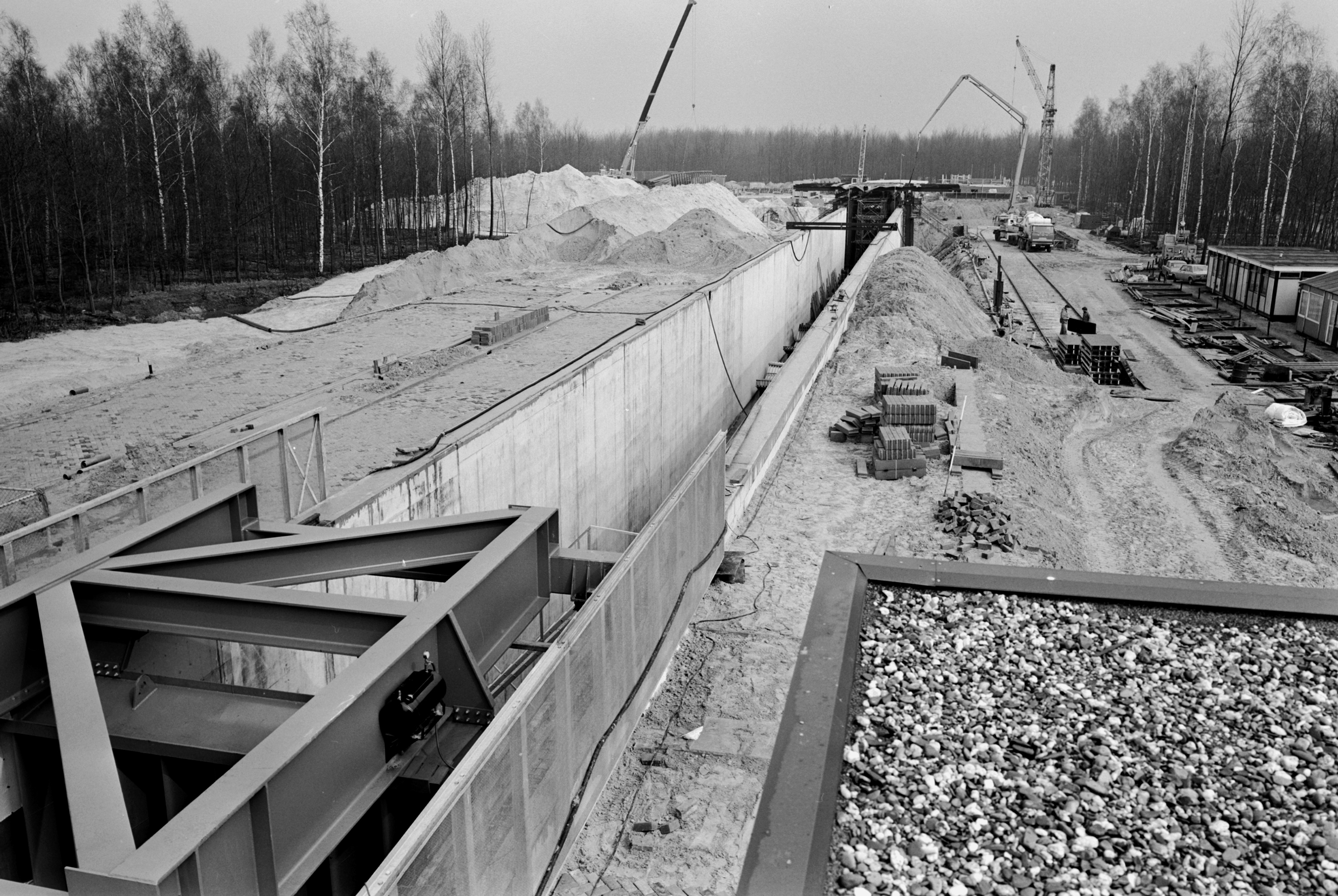
De Deltagoot in aanbouw in 1979

Met name omdat voor dijkbekledingen van betonblokken en van gras schaalproeven niet mogelijk zijn is besloten om eind zeventiger jaren een faciliteit te bouwen waarin dit soort proeven op ware grootte gedaan konden worden. Deze faciliteit werd gebouwd bij het Waterloopkundig Laboratorium De Voorst in de Noordoostpolder.
In 1996 besloot het Waterloopkundig Laboratorium de vestiging in de Noordoostpolder op te heffen en de faciliteiten naar Delft te verhuizen. Omdat verhuizen van De Deltagoot geen optie was, bleef deze faciliteit als enige operationeel in De Voorst.
In het begin van de 21e eeuw was het golfschot en de instrumentatie aan vervanging toe. Er is toen besloten om een nieuwe Deltagoot in Delft te bouwen.
Nadat het verlaten terrein van het Waterloopkundig Laboratorium in 2002 overging in handen van Natuurmonumenten, is de Deltagoot nog tot 2015 operationeel gebleven. In 2018 werd de constructie door Atelier de Lyon/RAAAF ontmanteld en getransformeerd tot het kunstwerk Deltawerk //.